# Història de la ciència i la tecnologia a Espanya

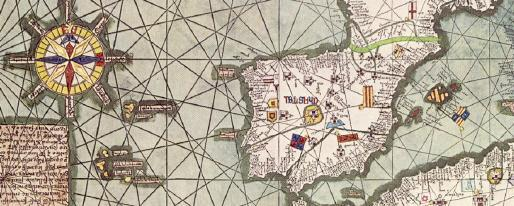
Fragment del Atles català de Abraham Cresques, 1375

Història de la ciència i la tecnologia a Espanya és la denominació amb què se sol englobar la història de la ciència i la història de la tecnologia al territori espanyol (encara que no hi ha un consens acadèmic fixat per a això, sent igualment usades les diferents denominacions amb les quals la bibliografia sol referir-se a aquest àmbit de coneixement: Història de la ciència a Espanya, Història de la ciència espanyola, Història de la ciència i la tecnologia espanyoles o Història de la ciència i de la tècnica a Espanya).
El mateix problema resideix en què s'ha d'anomenar ciència, quina tècnica i quina tecnologia és un assumpte delicat, del que s'ocupen els estudis de ciència, tecnologia i societat, de recent definició. Mentre que les activitats científiques i tècniques són tan antigues com l'ésser humà, l'establiment d'una veritable tecnologia (entesa com la integració de coneixements sistemàtics, recursos materials, habilitats i procediments tècnics aplicats a la transformació d'un procés productiu amb una metodologia conscient -que superi el nivell de l'artesanal-), ha d'esperar a l'Edat Contemporània, moment que per al cas d'Espanya va arribar tràgicament endarrerit, en comparació a la precocitat i embranzida amb què va entrar a la modernitat. Molt pocs científics espanyols (excepte Servet o Cajal) van ser protagonistes d'algun dels canvis de paradigma que van caracteritzar les successives revolucions científiques; és per això que bona part dels estudis d'història de la ciència consisteixen en el rastreig de la seva recepció a Espanya, i el mateix succeeix amb les transferències tecnològiques. Fins a tal punt que la ciència i la tecnologia han estat a Espanya una «realitat marginal en la seva organització i context social», que tal marginalitat s'ha arribat a convertir en una espècie d'estereotip nacional espanyol, unes vegades rebutjat per impropi i altres vegades assumit amb orgull i desdeny, com a l'expressió de Miguel de Unamuno el repetit ús i abús de la qual ha produït un tòpic o clixé que s'utilitza amb sentits oposats:
| «                   | ¡Que inventen ellos! | » |
| — Miguel de Unamuno |                      |   |

"Que inventin ells!". L'ús del masculí ells, tampoc és casual -hi ha qui planteja el seu contrari: «Que inventin elles»-. El predomini d'homes en ciència i tecnologia ha estat gairebé absolut històricament, i únicament ha estat desafiat en termes quantitatius des de les últimes dècades del segle xx. No obstant això, els denominats gender studies -traduïts habitualment com estudis de gènere- i la història de les dones aplicada a la història de la ciència i la tecnologia, s'han ocupat de visibilitzar a les personalitats femenines significatives en aquests camps.

## Ciència i tecnologia a l'Espanya medieval

### Ciència i tècnica a la Hispània visigoda
Si hi ha alguna cosa que mereixi el nom de ciència visigoda, són els escassos textos que han quedat del Regne visigot de Toledo (549–711), entre els quals destaquen les Etimologies d'Isidor de Sevilla (una veritable enciclopèdia de gran difusió en l'època medieval), sense oblidar les pròpies actes dels Concilis de Toledo, on es reflecteixen no només assumptes doctrinals o canònics restringits al clergat, sinó tota mena de qüestions que permeten reconstruir aspectes de la vida política, econòmica i social, que malgrat estar sumida en una edat fosca quant a escassetat de fonts escrites, estava immersa en una transformació decisiva (la transició de l'esclavisme al feudalisme) de llarga durada i que es caracteritzava per un fort procés de ruralització i decadència de la vida urbana. De totes maneres, era a l'àmbit eclesiàstic on es trobava de forma totalment exclusiva tot rastre de vida intel·lectual, fora de la cultura clàssica o cristiana: els bisbes (com el mateix Isidoro, el seu germà Sant Leandre, Sant Brauli de Saragossa o Sant Ildefons de Toledo), i el monestir hispà, que juntament amb altres exemples posteriors de vida monacal (a Irlanda, Anglaterra o França -Beda el Venerable, Alcuí de York, Èric d'Auxerre) i amb la seu papal de Roma, van ser els únics transmissors de la cultura de l'Europa Occidental. Al regne dels sueus (que es va mantenir durant més d'un segle en el nord-oest de la península Ibèrica), un paper similar va ser exercit per Sant Martí de Braga.

### Ciència i tecnologia a l'Espanya musulmana: l'Àndalus
A l'Àndalus es va desenvolupar com a civilització urbana, amb un grau alt d'alfabetització i el de tota classe de ciències i tècniques, integrat el comerç a llarga distància, mentre que el reste d'Europa Occidental es trobava en procés prolongat. ruralització que es remuntava a la Crisi del segle iii.
En un principi, la cultura àrab es va caracteritzar per l'adopció sincrètica de la cultura clàssica grecoromana, la judeocristiana i la persa, que alhora va rebre influències de la Xina i l'Índia. El sincretisme no es limitava a la mera reproducció, sino que va realitzar aportacions transcendents pròpies, moltes de les quals es van portar a terme a la península ibèrica. En el segle ix, els hispanorromanos-visigots que continuaven sent cristians (mossàrabs) van donar testimoni del prestigi cultural dels seus dominadors musulmans, de manera que els joves que havien cultivat les lletres llatines les deixarien en benefici de l'àrab. Les biblioteques de Còrdova, considerades com a índex de prestigi social a l'època d'esplendor del califat (segle x) eren llegendàries. A partir del segle xi, la divisió en els regnes de taifes, que va comportar en un declivi de poder polític i militar, en canvi va suposar un verdader esplendor intel·lectual i científic, multiplicant els centres de producció cultural i científica. Possiblement va ser a l'Àndalus on es van introduir els primers molins de vent i molins de marea a Europa. Altres usos de les rodes hidràuliques molt esteses a l'Espanya medievals es van aplicar als batans, aplicats a tot tipus de processos industrials que necessiten el colpeig repetit. de grans maçes, connectats a les rodes motrius per engranatges.

La llista de científics i andalusins és ampla: Abulcasis (metge), Màslama al-Majrití (matemàtic, com els seus deixebles Ibn as-Samh, Ibn as-Saffar i al-Kirmani) Averrois (filòsof i metge), Saïd al- Andalussí (o Said de Toledo, caíd d'aquesta ciutat i autor de la primera història de la ciència), Azarquiel (astrònom), Ibn Bàssal i Ibn al-Luengo (agrònoms) Ibrahim ben Said (constructor d'astrolabis i altres instruments), Ibn Bassal (botànic), al-Mútaman (rei de la taifa de Saragossa i autor d'una obra de matemàtiques), Ibn as-Sàyyid i el seu deixeble Avempace (matemàtics), al-Istichí (astróleg) Abd-al-Karim ibn Muthanna i Ibn Muadh de Jaén el Jove (matemàtics), Ibn Khàlaf al-Muradí (autor d'un tractat de mecànica), Abu-s-Salt ad-Daní de Dénia (lògic, astrònom, metge i músic), Abu-Ubayd al-Bakrí (geògraf, botànic i historiador), Ibn Khaldun (considerat un precursor fonamental de les modernes ciències socials), Abenalsid (neopitagóric), Abbàs ibn Firnàs (precursor de l'aeronàutica), al-Gharnatí i Ibn Jubayr (precursors del gènere de la rihla, relats cosmogràfics de viatges), etc. Els fidels d'altres religions també van destacar en tota la classe de ciències a la Espanya musulmana: jueus com Hasday ibn Xaprut (metge), Abraham ibn Ezra, Ibn Gabirol (conegut com a Avicebró), Yehudà ha-Leví, Maimònides (filòsofs i metges), José de España (mercader i matemàtic); i cristians com Recemundo.

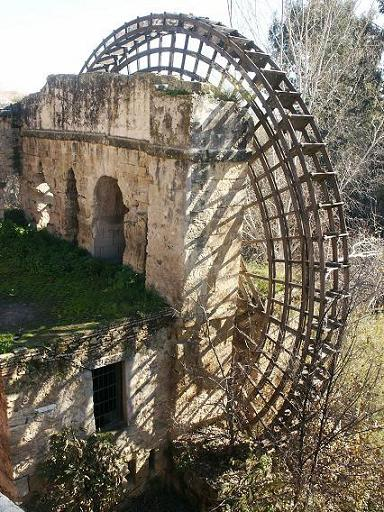
Sínia elevadora d'aigua al molí de la Albolafia (Còrdova), d'origen romà i modificat a l'època califal. També va ser la fàbrica de paper més important d'Europa a l'Edat Mitjana. La cultura de l'aigua va ser fonamental a l'Espanya musulmana.

## Ciència i tècnica en els regnes cristians peninsulars medievals

### Alta edat mitjana
L'escassetat en la producció documental va ser similar a la de l'època visigoda, i incomparablement, inferior a la de les fonts musulmanes. Únicament un reduït grup de monestirs del nord peninsular va mantenir el scriptorium on els copistes reproduïssin manuscrits antics, i alguna destacable producció pròpia, com la de Beat de Liébana, ressenyable no només per la seva faceta de polemista religiós (va denunciar i va aconseguir declarar heretgia a l'adopcionisme, posició cristològica mantinguda pels cristians mossàrabs del Bisbat de Toledo -Elipand de Toledo-, potser com una reminiscència de l'arrianisme visigot o a conseqüència de la convivència amb el radical monoteisme islàmic; l'efecte polític va ser permetre al Regne d'Astúries tallar qualsevol forma de subordinació a autoritats religioses amb seu a territori musulmà) sinó perquè el seu Comentari a l'Apocalipsi (786) inclou nocions cosmològiques i geogràfiques de tradició clàssica (Claudi Ptolemeu), visigòtica (Isidor de Sevilla) i bíblica, plasmades al mapamundi més divulgat de l'època alt-medieval (Mapamundi del Beat de Liébana).
El monestir de Ripoll sembla l'únic en el qual s'ensenyaven les quatre ciències del quadrivium carolingi (aritmètica, música, geometria i astronomia). Més decisiu va ser per a aquest monestir l'encreuament d'influències visigòtiques, franques i musulmanes: allí es van traduir de l'àrab al llatí per primera vegada alguns textos científics, entre ells tractats sobre l'astrolabi, per Sunifred Llobet. Va ser a Ripoll on Gerbert d'Orlhac, posteriorment triat papa amb el nom de Silvestre II, va entrar en contacte amb la ciència andalusina, considerant-se l'introductor del zero a Roma; fet que situaria a Espanya com la baula de contacte entre l'Índia i Europa a través de la civilització àrab (Muhàmmad ibn Mussa al-Khwarazmí).

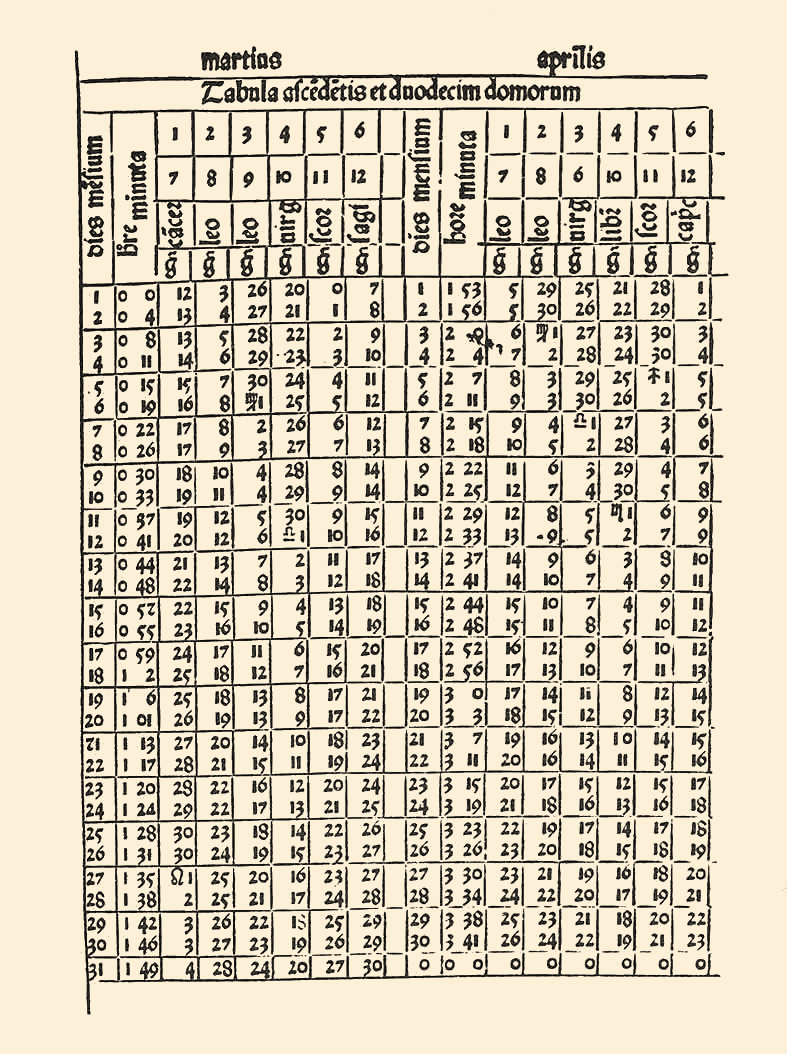
Taula astronòmica de l'Almanach perpetuum d'Abraham Zacuto, publicada a Portugal després de l'expulsió dels jueus pels Reis Catòlics (1492) i abans de l'expulsió d'aquest regne (1497).

### Baixa Edat Mitjana
Personalitats destacades de la ciència medieval als regnes cristians van ser: Pere Hispà, metge i lògic d'identitat debatuda, usualment identificat amb el papa Juan XXI; Ramon Llull, polígraf mallorquí amb una extensa obra anticipadora de molt diferents temes (que a les seves investigacions alquímicas el 1275 va destil·lar una barreja de vitriol -àcid sulfúric- amb alcohol obtenint un vitriolo dolç que, posteriorment, es denominaria èter); Arnau de Vilanova, metge valencià (Paràboles de la medicació, Regimen sanitatis -1308-); o Abraham Zacuto, matemàtic, astrònom i historiador sefardí (vegeu peu d'imatge).

#### Traductors jueus
No obstant això, més fins i tot que la producció pròpia, la traducció va seguir sent l'aportació decisiva de l'Espanya medieval a la història de la ciència, incrementada des que la invasió almoràvit (1086) va forçar a molts jueus andalusins a emigrar als regnes del nord (vegeu història dels jueus a Espanya). Els musulmans andalusins ho van arribar a tractar com un veritable problema, considerant necessari prohibir la venda de llibres de ciència a jueus o cristians «perquè els tradueixen i atribueixen la paternitat d'aquestes obres no als musulmans sinó als seus correligionaris o, com succeeix en alguns manuscrits conservats en monestirs del Nord, ometen el nom dels autors». Yoseh ha-Nasí Ferruziel, sobrenomenat el Cidiello, va ser mèdic d'Alfonso VI de Castella, en el tall del qual va aconseguir gran influència, protegint a altres intel·lectuals jueus, com Yehudah Halevi. Mose ben Ezra (1055-1135 aprox., superador de les traduccions literals buscant el sentit) va passar per Castella, Navarra i Aragó, i es va establir definitivament a Barcelona. A partir d'aleshores, hi ha nombrosos traductors hebreus nascuts ja en regnes cristians: Abraham ben Ezra, Yehuda ben Tibbon (Granada, 1120 - Marsella, 1190; Pare dels Traductors), el seu fill Samuel, un dels seus nets (professor de medicina a la Universitat de Montpeller), i un altre membre de la seva família, que va traduir per a Federico II d'Alemanya diverses obres científiques, entre elles a Averroes i Aristòtil. Mose Sefardí es va convertir al cristianisme com Pedro Alfonso i va arribar a metge d'Enrique I d'Anglaterra, difonent per tot Europa l'astronomia i matemàtica andalusina (Disciplina clericalis). Benjamí de Tudela, viatger per tot el Mediterrani, recull al seu Llibre de Viatges (Séfer Masaot) tota mena de dades obtingudes als llocs que visita, entre ells una referència, molt divulgada posteriorment, als suposats miralls telescòpics del far d'Alexandria.

#### Universitats i escoles de traductors
Va ser decisiu el paper de les escoles episcopals, en un moment en el qual s'estaven transformant en les primeres universitats o Studium Generale, que van aparèixer al segle xiii: Universitat de Palència (1208) -traslladada posteriorment a Valladolid-, Universitat de Salamanca (1218) -que va incloure estudis de medicina-, Estudis Generals de Lisboa (1290) -posteriorment traslladats a Coïmbra-, Universitat d'Alcalá d'Henares (1293), Universitat de Lleida (1297) -organitzada en les quatre facultats de Lleis, Medicina, Teologia i Arts-, Universitat Sertoriana d'Osca (1354) i Universitat de Perpinyà (1349); els estudis generals de Sevilla, creats al segle xiii, amb prou feines van tenir activitat als dos segles següents, com tampoc els de Barcelona i de Girona, creats sobre el paper a mitjan segle xv.
Abans d'aquest cicle de creació d'universitats, Miguel Cornel, bisbe de Tarassona (1119-1152) va ser el primer impulsor d'una escola de traductors, destacant Hugo Sanctallensis. García Gudiel, mentre va ser bisbe de Burgos (1273-1280), va manar a Juan González i al jueu Salomón traduir a Avicena; i els va portar a Toledo en ser nomenat arquebisbe d'aquesta ciutat (1280-1299). A Toledo ja funcionava l'Escola de traductors de Toledo, vinculada a l'impuls especial d'Alfons X el Savi, encara que ja iniciada per l'arquebisbe Raimon de Toledo. Va ser ella la de major transcendència per a l'accés de textos clàssics grecs a Europa a través de les seves traduccions àrabs (Domingo Gundisalvo, Juan Sevillà, Yehudà ben Moixè, i uns altres provinents de tota la cristiandat occidental -Gerard de Cremona, Hermann l'Alemany, Hermann de Caríntia-, sobretot anglesos Roberto de Retines, Adelard de Bath, Miquel Scot, Miguel de Morlay, Alfred de Sareshel). Daniel de Morlay arriba a escriure els motius del seu viatge des d'Anglaterra: primer a París, «on només va trobar mestres fatuos i buits», i després a Toledo «per aprendre dels majors savis del món».
El nom del rei savi també es va donar a les Taules alfonsines. Basades en càlculs previs del toledà Azarquiel (Al-Zarkali, que es va exiliar a Sevilla després de la conquesta cristiana de la seva ciutat el 1085), van ser el resultat d'observacions dutes a terme a Toledo per Yehudà ben Moixè i Isaac ben Sid entre el 1262 (data de la coronació d'Alfonso) i el 1272. La seva difusió va ser amplíssima, i no superada fins a les Taules Rudolfinas de Tycho Brahe i Johannes Kepler (1627), en el context del canvi de paradigma ptolemaic-copernicà.
| «                                                                                 | Estudio es ayuntamiento de Maestros, e de Escolares, que es fecho en algun lugar, con voluntad, e entendimiento de aprender los saberes. E son dos maneras del. La vna es, a que dicen Estudio general, en que ay Maestros de las Artes, así como de Gramatica, e de la Logica, e de Retorica, e de Arismetica, e de Geometria, e de Astrologia: de otrosi en que ay Maestros de Decretos, e Señores de Leyes. E este Estudio debe ser establecido por mandado del Papa, o de Emperador, o del Rey. La segunda manera es, a que dicen Estudio particular, que quiere tanto decir, como quando algun Maestro muestra en alguna Villa apartadamente a pocos Escolares. E a tal como este pueden mandar fazer, Perlado, o Concejo de algun Lugar. (...) Para ser el Estudio general complido, cuantas son las sciencias, tantos deuen ser los Maestros que las muestren, assí que cada vna dellas aya vn maestro a lo menos. Pero si para todas las sciencias non pudiesen aver Maestro, abonda que aya de Gramatica, e de Logica, e de Retorica, e de Leyes, e Decretos. (...) Bien e lealmente deben los Maestros mostrar sus saberes a los Escolares, leyendo los libros, e faziendogelo entender lo mejor que ellos pudieren. E de que començaren a leer, deuen continuar el estudio todavía fasta que hayan acabado los libros, que començaran. | » |
| — Alfons X de Castella, Las Siete Partidas, Partida III, Ley I, Ley III y Ley IV. | |   |

#### Tecnologia naval
El control cristià de l'estret de Gibraltar a partir de la batalla del riu Salado (1340) va convertir a la península Ibèrica en un punt clau de les rutes marítimes entre el Mediterrani i l'Atlàntic. Les necessitats de la navegació van estimular tres importants línies de millora tecnològica.
En primer lloc, la construcció naval: A la Corona d'Aragó ja s'havia produït una expansió pel Mediterrani, sostinguda quant a la producció de vaixells per a les Drassanes de Barcelona. La Corona de Castella i el Regne de Portugal, obstinats en la continuïtat de l'expansió per l'Oceà (Açores, conquesta de les Illes Canàries, pesqueres), havien aconseguit desenvolupar en les seves drassanes una tecnologia naval capdavantera, adaptada a les necessitats de navegació per l'Atlàntic, pel qual els vaixells de fons pla, com la galera mediterrània no eren idonis. Aquests nous dissenys van rebre els noms de caravel·la i nau.
En cartografia hi van destacar els portulans mallorquins: (Abraham Cresques i el seu fill Jehuda Cresques). Portugal es va dotar d'una important institució que va centralitzar tot tipus d'informacions i tecnologies per a l'exploració marítima: l'Escola de Sagres, fundada en l'extrem suroccidental de la Península per Enric el Navegant, amb participació dels citats dissenyadors de portulans mallorquins.
Finalment, l'ús de tècniques i instruments d'orientació i localització: ballestilla, astrolabi, brúixola, etc. (vegeu també Història de la navegació astronòmica).

## Ciència i tècnica a l'Edat Moderna o l'Antic Règim espanyol

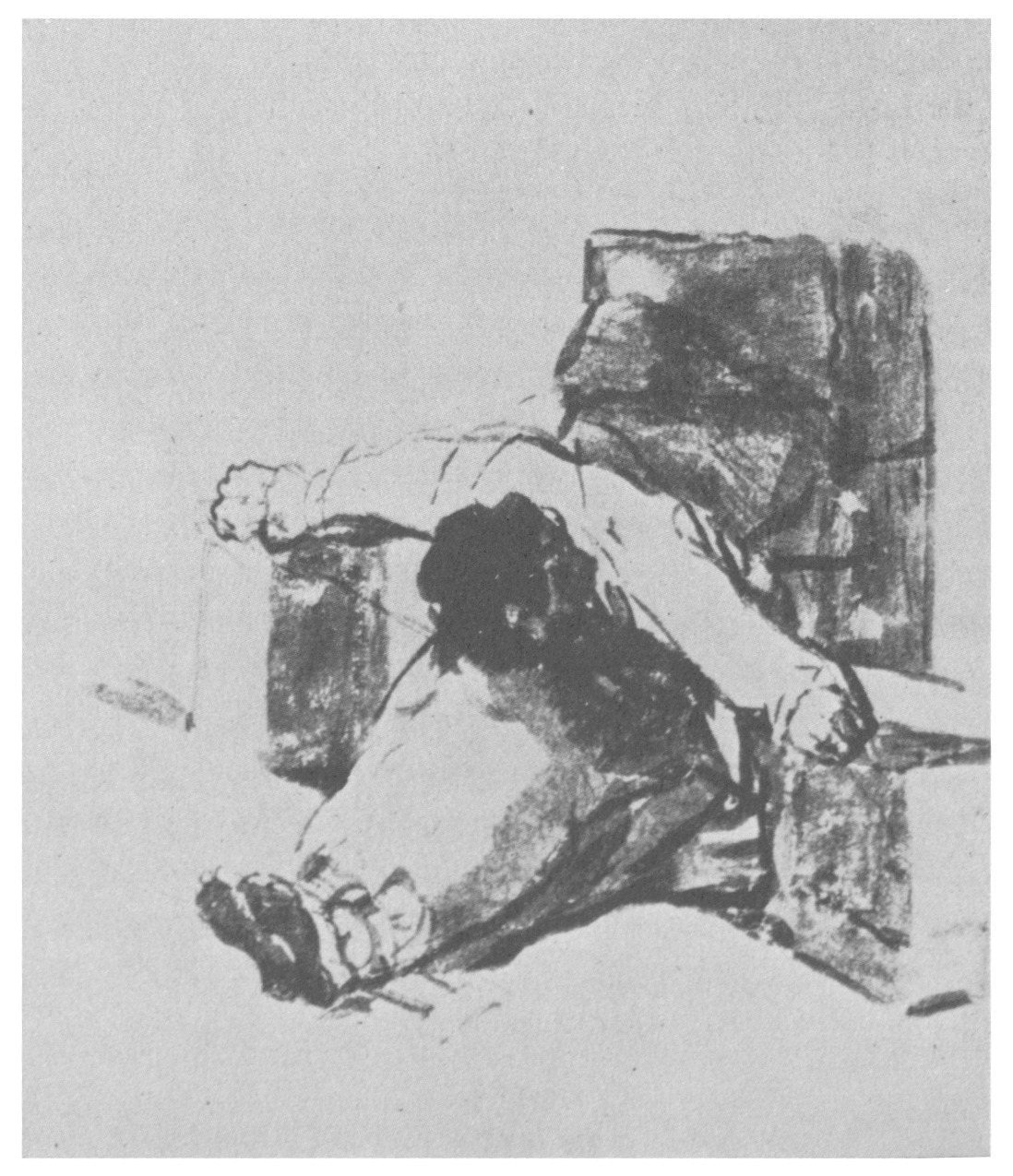
Per descobrir el moviment de la terra. Dibuixo nº 94 del «Quadern C», de Francisco de Goya.
Habitualment interpretat com una referència a Galileu, aquest dibuix és mostra de la visió crítica il·lustrada que el pintor va mostrar a Els Capritxos, però que en aquests dibuixos que va mantenir inèdits es permet portar a un grau més explícit, fent clares referències sobre la persecució inquisitorial cap als novatores i la seva desesperació davant el menyspreu que l'Espanya castissa fa de la ciència. Altres dibuixos del mateix quadern, molt similars, són els titulats: No comes, cèlebre Torrigiano (DC100), on es refereix a un escultor renaixentista, Zapata, la teva glòria serà eterna (DC1909), al qual honora al novator espanyol Diego Mateo Zapata, processat per la Inquisició el 1721, i un genèric No haver escrit per a ximples (DC96).La crítica contra Inquisició i la censura, breu referència als dibuixos de Goya sobre el tema, incloent la seva numeració. Breu biografia de Sabata amb la imatge del dibuix de Goya, en Regió de Múrcia digital.

L'edat moderna espanyola, que historiogràficament s'identifica amb el període que va del segle xv al XVIII, assimilable al concepte Antic Règim a Espanya, es perioditza tradicionalment per dinasties: Reis Catòlics (1469–1516), Àustrias (1516–1700) i Borbó (1700 d'ara endavant, convenint a passar a l'edat contemporània des del 1808). Els avantatges d'aquest esquema cronològic, sobretot de l'oposició entre els Àustries (que comparteixen amb els Catòlics el Segle o Segles d'Or) i els Borbons (identificats amb les llums de la Il·lustració), s'intensifiquen en considerar la decisiva ruptura que va significar el final del segle xvii, moment de triomf de la Revolució Científica als països d'Europa Nord-occidentals que surten reforçats de la crisi del segle XVII (exemplificats a l'Anglaterra de Newton), i que vista des d'una perspectiva més àmplia, ha estat qualificada de crisi de la consciència europea. Concepte popularitzat per Paul Hazard, al llibre d'igual títol.

### Ciència i tècnica al Segle d'Or espanyol
El Segle d'Or és un terme molt apropiat per designar la brillantor de la història cultural d'Espanya dins d'un àmbit cronològic que cobreix els segles xvi i xvii, encara que la seva exacta dimensió sol situar-se entre el 1492 i el 1681 (o restringir-se al període d'hegemonia espanyola a Europa, entre el 1521 i el 1648). Un fet cientificotècnic inaugural per al període pot trobar-se a la introducció de la Impremta a Espanya (Juan Párix, Sinodal de Aguilafuente, Segòvia, 1472); mentre que el punt final sol establir-se a la Carta filosòfic-mèdic-chymica de Juan de Cabriada (1687), quan la decadència espanyola (que feia més de mig segle venia denunciant-se de forma plenament autoconscient entre l'elit intel·lectual) enllaça amb la general crisi de la consciència europea que va precedir la Il·lustració del segle xviii.
El Renaixement espanyol i el Barroc espanyol són períodes d'una impressionant producció artística, però també en tots els àmbits de la producció intel·lectual. La ciència i tecnologia s'obren amb l'era dels descobriments, que va situar a Espanya al centre del món: després del Descobriment d'Amèrica (Cristóbal Colón, 1492) i l'obertura de la ruta d'Àsia a través de l'extrem sud d'Àfrica (Bartolomeu Dias (1488); Vasco da Gama, 1497), el Tractat de Tordesillas (1494) literalment, va repartir (amb els criteris geogràfics més avançats de l'època a l'hora de definir un meridià) el món per descobrir entre els regnes peninsulars de Castella i Portugal, món que per primera vegada es circumnavegava per una expedició espanyola (expedició de Magallanes-Elcano, 1519–1522).
En canvi, no es va aconseguir una explotació sistemàtica dels coneixements obtinguts; per exemple: l'expedició científica a Nova Espanya -Mèxic- que va dirigir entre el 1571 i el 1577 Francisco Hernández de Toledo i que va produir 38 volums de notes i il·lustracions, no va tenir adequada publicació; i els seus originals, dipositats a la Biblioteca de l'Escorial, es van perdre a l'incendi del 1671. Aquesta importantíssima institució, organitzada inicialment per Benito Arias Montano, va explicar fins i tot amb la presència d'algun dels últims erudits andalusins, com el metge i traductor morisc Alonso del Castillo (posteriorment involucrat en el frau dels Ploms del Sacromonte -1595). La sistematització del coneixement pre-estadístic i cosmogràfic de la mateixa geografia peninsular i els seus recursos també va quedar només iniciada amb les Relacions Topogràfiques de Felipe II, (Pedro Esquivel, Pedro Juan de Lastanosa, Felipe de Guevara, Juan d'Herrera) a un nivell que no es va superar fins al Cadastre d'Ensenada, ja al segle xviii.
Altres facetes prometedores de la ciència i la tècnica a Espanya van quedar sense continuïtat, com l'activitat de Juanelo Turriano, constructor d'artefactes mecànics per a Carlos V, a qui va acompanyar en el seu retir a Yuste; o l'experimentació amb màquines de vapor de Blasco de Garay (galeón Trinidad, Barcelona, 1543)Primera prova espanyola de propulsió a vapor (1543). i de Jerónimo de Ayanz i Beaumont, Administrador General de Mines del Regne des del 1587 -i que no serien molt diferents a les quals més tard farien Salomon de Caus (1615), Giovanni Branca (1629), Edward Somerset (1663) o les que es consideren més definitives, les de Denis Papin i Thomas Savery (1698)-.

### El contacte amb les cultures precolombines
El contacte amb les cultures precolombinas va ser ambivalent: d'una banda es va produir una veritable aculturació per imposició de la cultura espanyola dominant, mentre que per un altre van perviure parts molt importants de la cultura indígena. En tots dos processos va ser determinant l'actitud dels missioners espanyols: en alguns casos propiciaven la destrucció de tot rastre de civilització anterior (còdexs maies, còdexs prehispánics de Mesoamérica), en uns altres es van ocupar d'aprendre els seus idiomes i conservar testimoniatges de les cultures en trànsit de desaparició (com el Popol Vuh i altres exemples de literatura maya -còdexs colonials de Mèxic); així com de produir obres políglotes com el Symbolo Catholico Indiano de Luis Jerónimo de Oré (1598), personalitat que també va influir en la redacció de Primer Nova coronica i bon govern (1615) de Felipe Guamán Poma d'Ayala (un noble hispà-inca). En referència als aspectes científics i tècnics va haver-hi transferències per ambdues parts: a més de l'espectacular intercanvi transatlàntic de cultius que va implicar conseqüències extraordinàries en la futura revolució agrícola (canya de sucre, blat i vinya pel Vell Món, blat de moro, frijol, patata, pebrot i tomàquet pel Nou); va haver-hi alguns exemples d'obres científiques mestisses, com el Còdex Badiano -Libellus de Medicinalibus Indorum Herbis o Amate-Cehuatl-Xihuitl-Pitli(1552)-, elaborat en náhuatl per Martín de la Creu, mèdic indi que va estudiar en el Col·legi de Tlatelolco -una de les primeres institucions educatives espanyoles a Amèrica, fundada el 1533-, i Juan Badiano, que ho va traduir al llatí. La creació de centres universitaris a l'Amèrica espanyola va destacar per la seva precocitat: la Santo Domingo (1538), la San Marcos de Lima (1551), la Mèxic (1553), etc.

### Ciència i tècnica a la Il·lustració espanyola

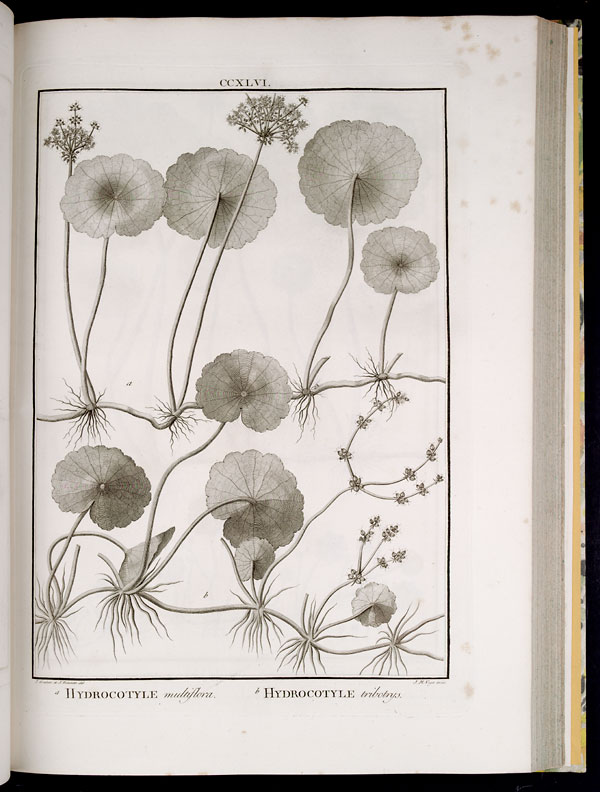
Representació botànica de Hydrocotyle bonariensis i Hydrocotyle tribotrys en Flora Peruviana, et Chilensis : sive, descriptiones, et icones plantarum Peruvianarum, et Chilensium, secundum systema Linnaeanum digestae, cum characteribus plurium generum evulgatorum reformatis, de Hipòlit Ruiz i José Antonio Pavón (1798?1802).

L'explícit títol del llibre de Jean Sarrailh restringia la Il·lustració a Espanya a la segona meitat del segle xviii; i encara que s'han produït reivindicacions d'autors més o menys importants de la seva primera meitat, no deixa de ser reconegut àmpliament que fins als regnats de Carles III (1759) i Carles IV (1788) i l'impuls d'estadistes com Floridablanca, Campomanes o Jovellanos, no arrenquen els programes científics més ambiciosos, aplicació del nou i revolucionari concepte enciclopedista de «progrés» mitjançant les «ciències útils».
Malgrat això, la primera meitat del segle va presenciar l'activitat meritòria de figures aïllades molt prestigioses, com Benito Jerónimo Feijoo, o la fundació d'institucions de gran projecció literària (Reial Acadèmia Espanyola, Reial Acadèmia de la Història) i científica, com l'Academia Militar de Barcelona (1720) l'Escola de Guardiamarines de Cadis (1717), de la qual sortirien dos dels més importants personatges del segle: Jorge Juan i Antonio d'Ulloa (Missió Geodèsica a Perú, expedició del 1734 coordinada amb França -La Condamine- per al mesurament d'un grau de meridià); encara que de la mediocritat general dona prova que una figura tan extravagant com Diego de Torres Villarroel arribés a catedràtic de matemàtiques de la Universitat de Salamanca.
En canvi, a la fi de segle la connexió entre les institucions científiques espanyoles i les europees eren molt més habituals; i van demostrar ser prou atractives per a personalitats estrangeres de la talla de Alexander von Humboldt, l'extraordinària expedició de la qual a Canàries i Amèrica (fragata Pizarro 5 de juny del 1799) es va iniciar amb un fet tan increïble com el descobriment de la Meseta Central, en ser el primer a realitzar i interpretar correctament els mesuraments altimètrics que li van permetre traçar un perfil topogràfic de la península Ibèrica, de València a La Corunya (no deixa de ser significatiu, no obstant això, que Espanya no fos la seva primera elecció o proposta, gestions fallides que va realitzar prèviament a França, i que a la cort de Carlos IV va trobar l'entusiasta suport del ministre Mariano Luis d'Urquijo i la comunitat científica espanyola, encantada d'acollir al jove prussià).
Sens dubte, la botànica i la mineralogia van ser les ciències més destacables en l'aportació espanyola a la producció científica capdavantera d'aquest període. Moments brillants van ser els del descobriment del wolframi, degut a les investigacions de Juan José de Elhúyar i Fausto de Elhúyar; la purificació del platí per Pierre François Chavaneau (tots dos fets del 1783, en les càtedres del Reial Seminari Patriòtic de Vergara, on també treballava Joseph Louis Proust) i el descobriment del vanadi el 1801. A la botànica, cal esmentar els treballs de Antoni Josep Cavanilles i Palop, director del Reial Jardí Botànic de Madrid, i els estudis sobre la flora de Nova Magrana, realitzats per José Celestino Mutis, que a més va ser un notable mèdic, lingüista i inventor.
Fou important per l'enginyeria l'obertura del Reial Gabinet de Màquines en 1791, a iniciativa d'Agustín de Betancourt i la Descripció de la qual va redactar Juan López Peñalver. Aquest gabinet, prometedor resultat d'una persistent labor de documentació (o, segons es miri, espionatge industrial) a Anglaterra i França, substanciat en una impressionant col·lecció de maquetes i instruccions per a la seva reproducció a escala; és un bon exemple del que es va repetir com a constant en les institucions científiques espanyoles d'aquest període: El que va poder sobreviure a la destrucció i dispersió humana i material de la Guerra del francès i els successius exilis polítics, no es va utilitzar; o almenys no va aprofitar-se per a la ciència i tècnica a Espanya. En canvi, sí que ho va fer a l'estranger: en aquell cas, durant el seu exili rus, Bethencourt i el mexicà José María Lanz van publicar un Essay sur la composition des machines (1808), molt divulgat a l'educació tècnica europea.

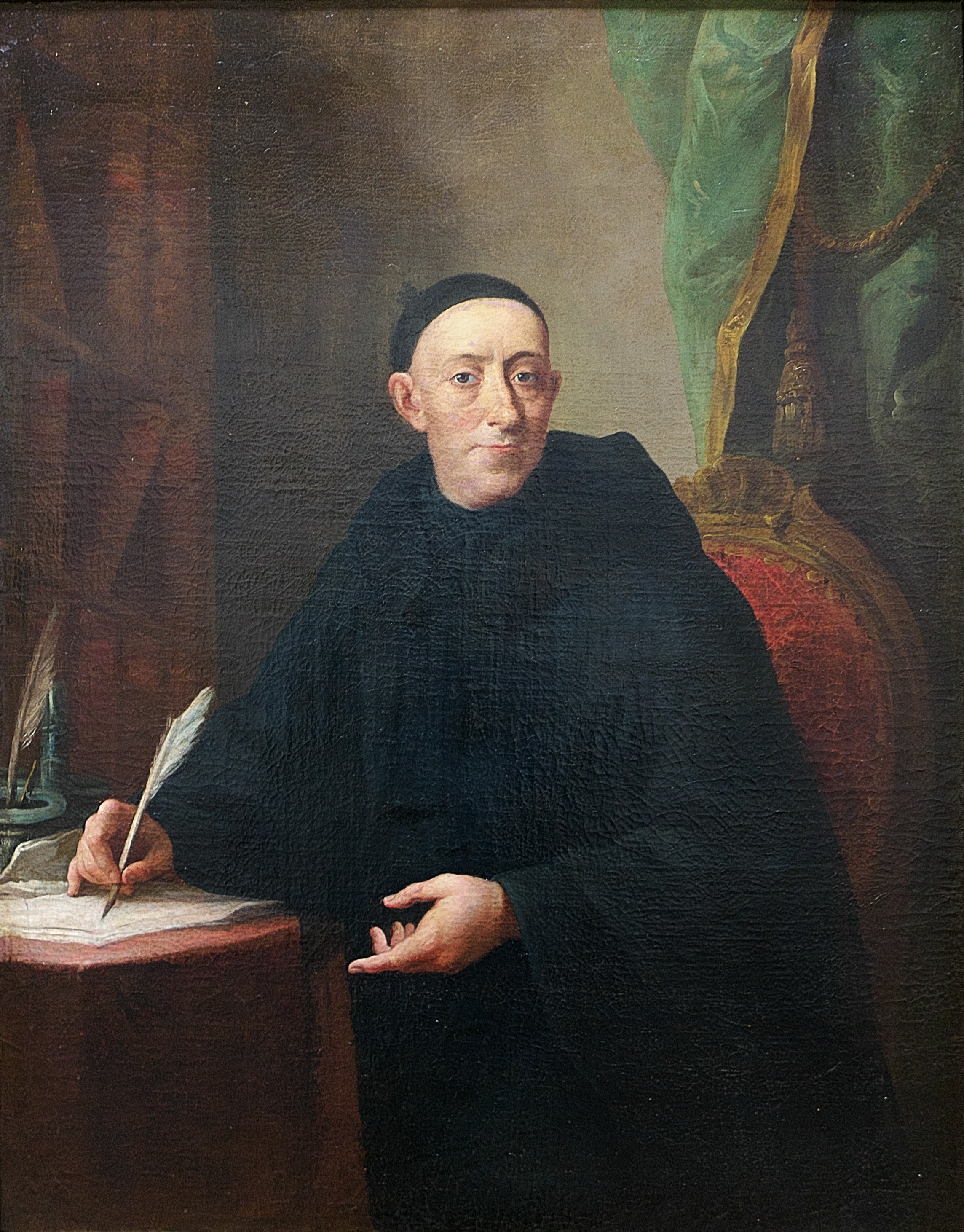
Benito Jerónimo Feijoo.
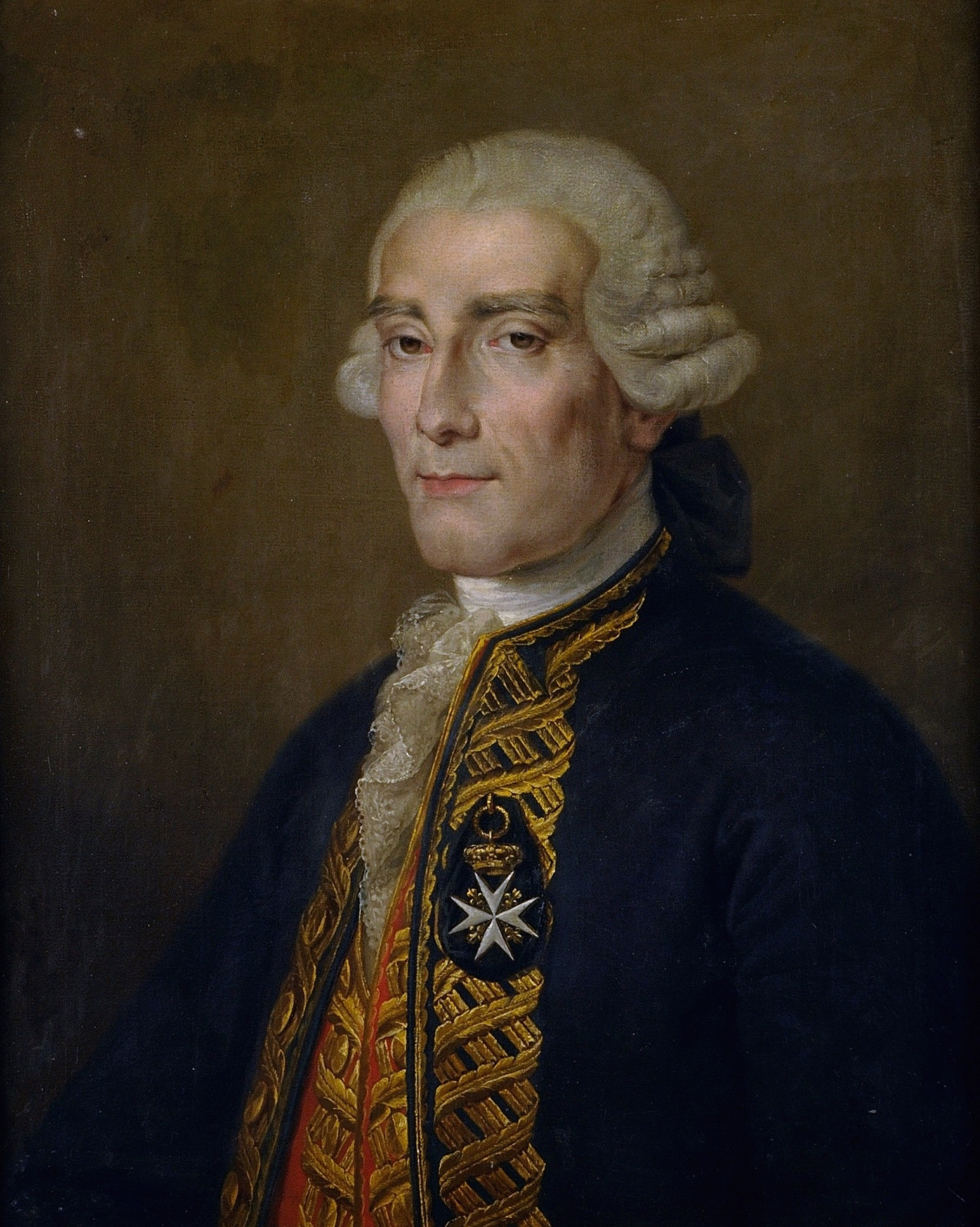
Jorge Juan.
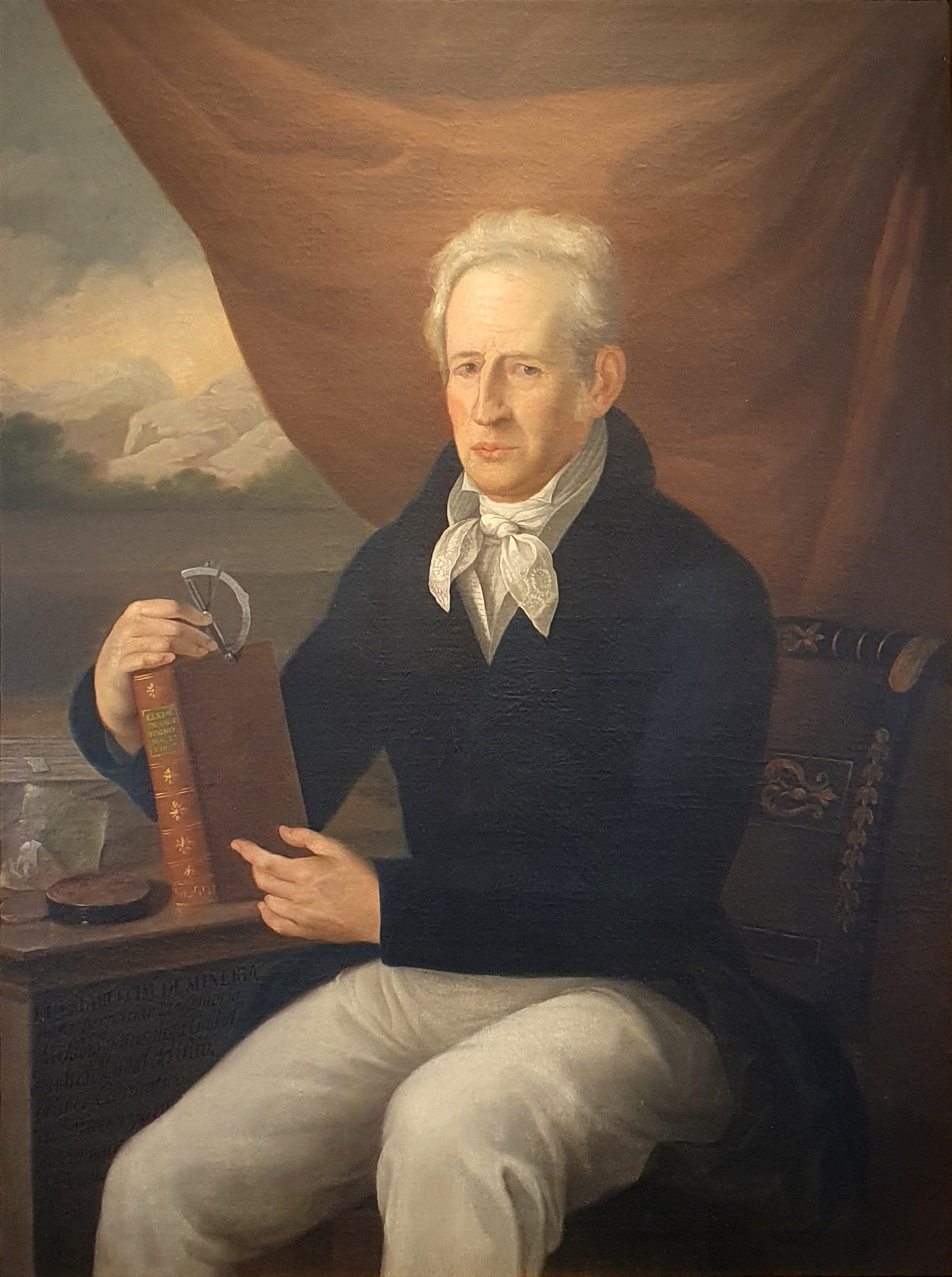
Andrés Manuel del Río.
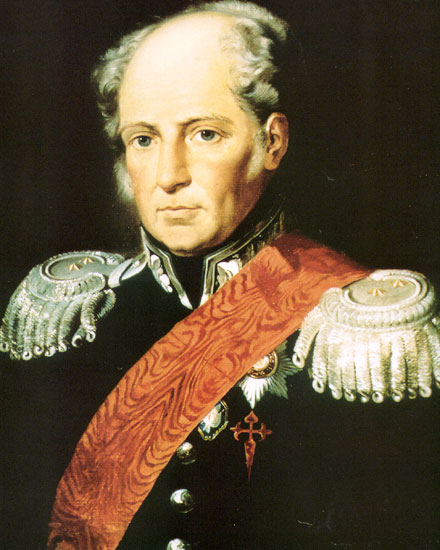
Agustín de Betancourt.

- Científics de la Primera Il·lustració: Els novatores que havien iniciat la seva renovació de la ciència espanyola en les últimes dècades del segle xvii, van continuar la seva activitat en la primera meitat del segle xviii, en camps com a astronomia i matemàtiques (Tomás Vicente Tosca, Juan Bautista Coratjá, Francisco Cerdà i Rico) i medicina (Andreu Piquer i metges catalans com Gaspar Casal Julián, Pere Virgili, Antoni Gimbernat i Arbós, Francesc Salvá, Francesc Santpons). Des d'altres trajectòries es van incorporar figures com Benito Jerónimo Feijoo o Gregorio Mayans.
- Científics de la Il·lustració de mitjan segle XVIII: Jorge Juan i Antonio d'Ulloa, que van representar la part espanyola de la ja citada Missió Geodèsica a Perú, van desenvolupar una important activitat a Cadis: Escola de Guardiamarinas, Assemblea Literària Amistosa (composta pel metge Pere Virgili, el geògraf Vicente Tofiño de San Miguel, Louis Godin director de l'Observatori Astronòmic). Van publicar diverses obres matemàtiques: Benito Bails Elements de Matemàtiques (1772), Josep Chaix Institucions de càlcul diferencial i integral. Altres ciències van destacar amb Lorenzo Hervás y Panduro, Andréu Piquer, etc.
- Científics de la Il·lustració de finals del segle XVIII: Agustín de Pedrayes (mestre de matemàtiques de la Reial Casa de Cavallers patges de la seva Majestat -institució fusionada amb l'ex-jesuïta Seminari de Nobles el 1786 i autor d'un Nou i universal mètode de quadratures determinades (1777)- i Gabriel Síscar van representar a Espanya en el Congrés Internacional de París (1799) que va impulsar el sistema mètric decimal, i s'atribueix a Pedrayes (el savi espanyol) la proposta de procediment de mesurament del meridià de Dunkerque a Barcelona, la subdivisió del qual (la diezmillonésima part del quadrant) va donar lloc a la primera definició del metre. José Munárriz -deixeble de Proust, traductor de Lavoisier- va desenvolupar la purificació del cristall de tàrtar. Andrés Manuel del Riu -Elements d'Ortognosia(1800)-. Juan Pablo Canals (tints, granza li van fer marquès de la Vall-Vermella), Dionisio Alcalá Galiano, etc.
- Geògrafs: Isidoro d'Antillón i Marzo, Tomás López, Vicente Tofiño, etc.
- Economistes: si bé el mercantilisme europeu s'havia iniciat amb l'arbitrisme espanyol dels segles xvi i xvii; en la primera meitat del segle xviii va ser el colbertisme francès, arribat amb la dinastia borbònica en 1700, el corrent econòmic més prestigiosa a Espanya. El Marquès d'Ensenada -Única contribució vinculada a el seu «Cadastre», (1749)- va efectuar una proposta més aviat propera a la fisiocràcia -encara que anterior al Tableaux de Quesnay (1758)-. El liberalisme econòmic desenvolupat per Adam Smith -La riquesa de les nacions(1776)- va ser rebut amb promptitud a Espanya i desenvolupat pels il·lustrats de finals de segle; poc després seria l'obra de Jean Baptiste Say.[24] Vegeu Jerónimo d'Uztáriz, López Peñalver, Nicolás d'Arriquibar, Pedro Rodríguez Campomanes, Gaspar Melchor de Jovellanos, Francisco Cabarrús, Eugenio Larruga, Valentín de Foronda, Antonio de Capmany, Vicente Alcalá Galiano, Álvaro Flórez Estrada, etc.
- Botànics i naturalistes: Pehr Löfling, Cristóbal Vélez, Joan Minuart, José Ortega, Josep Quer (Jardí Botànic de Madrid, Flora espanyola (1762-1784), Esteban i Claudio Boutelou, Simón de Rojas Clemente y Rubio -Jardí Botànic de Sanlúcar (1806)-, Miguel Barnades -Principis de botànica, mestre de Mutis-, Casimiro Gómez Ortega -membre de la tertúlia de la Fonda de San Sebastián, traductor de Linné i autor de Taules botàniques i Curs elemental de botànica-, Antonio José Cavanilles, Francisco Pérez Bayer, Juan Bautista Muñoz -Observacions sobre la història nautural valenciana, Materials per a la història de la botànica, Icones et descriptiones plantarum-. José Celestino Mutis, Félix d'Azara, Jordán d'Asso, etc.[25]

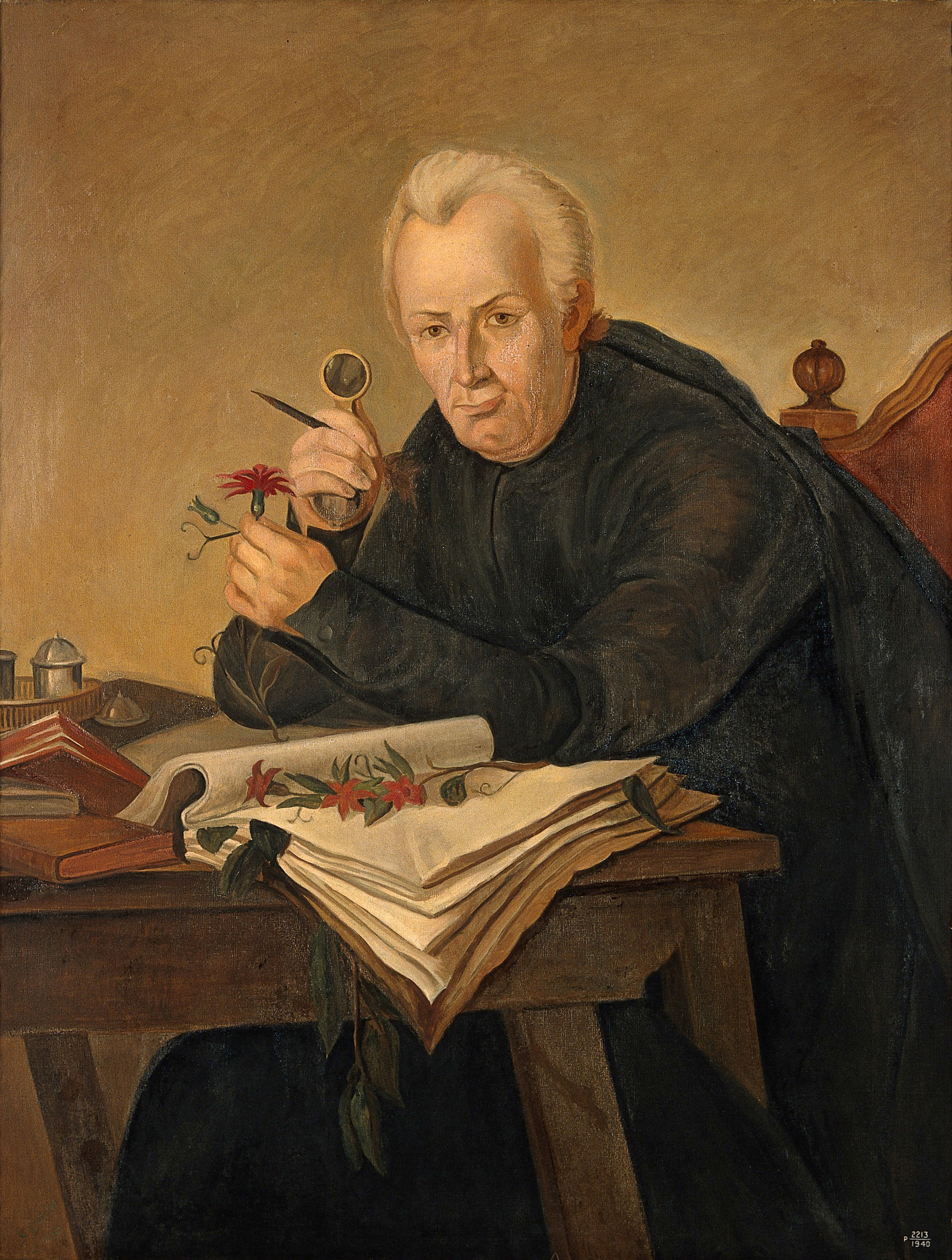
José Celestino Mutis, per Pablo Antonio García, pintor de la seva expedició.
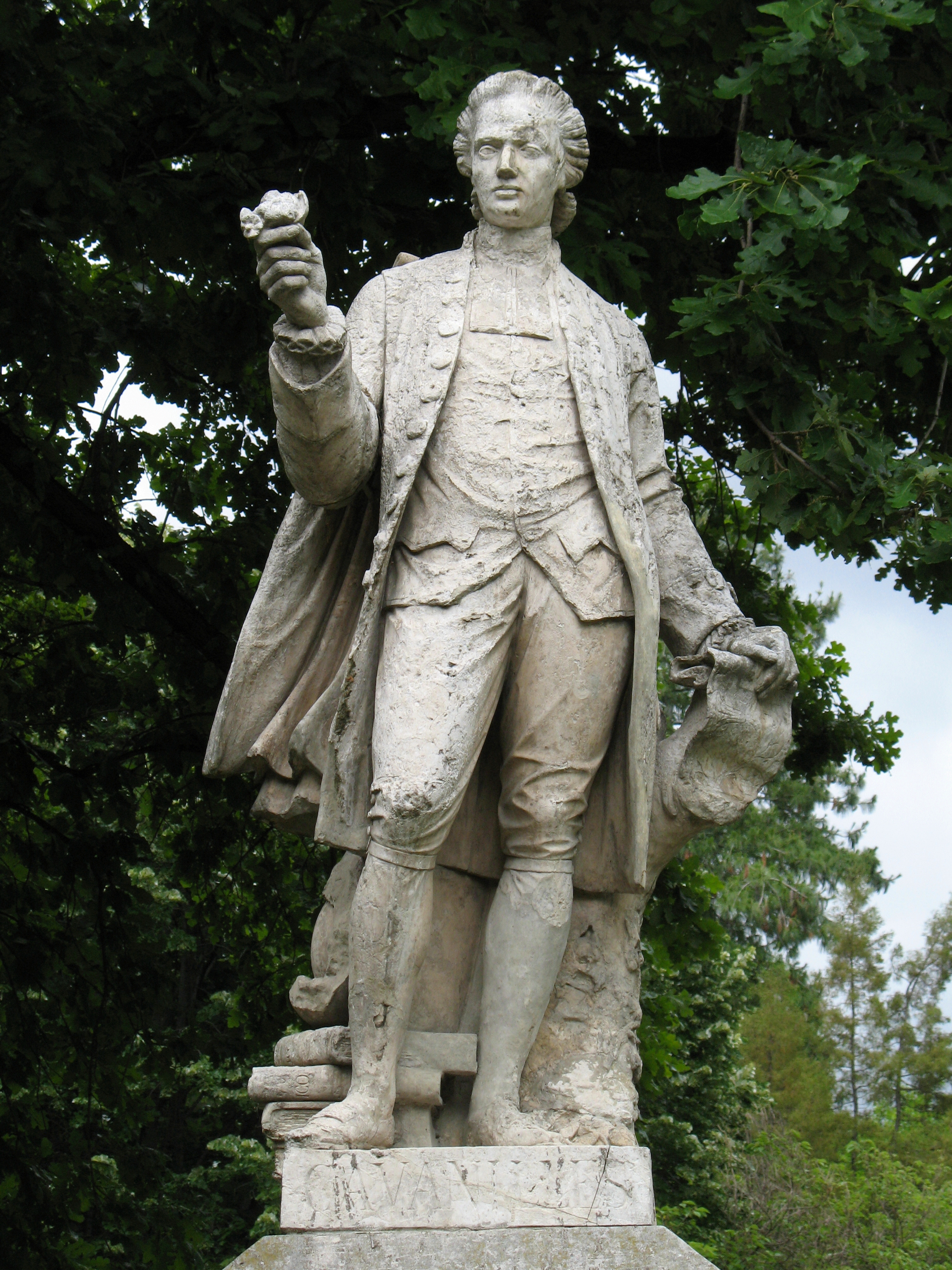
Antonio Cavanilles, estàtua del Real Jardí Botànic de Madrid, que compta amb una galeria de botànics il·lustres.
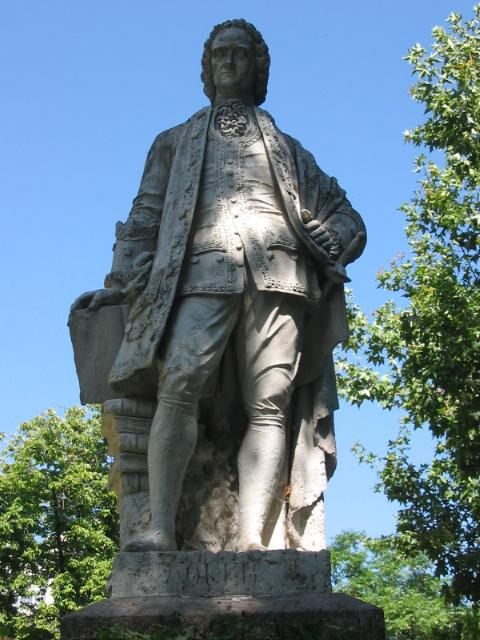
José Quer, en el Botànic de Madrid.
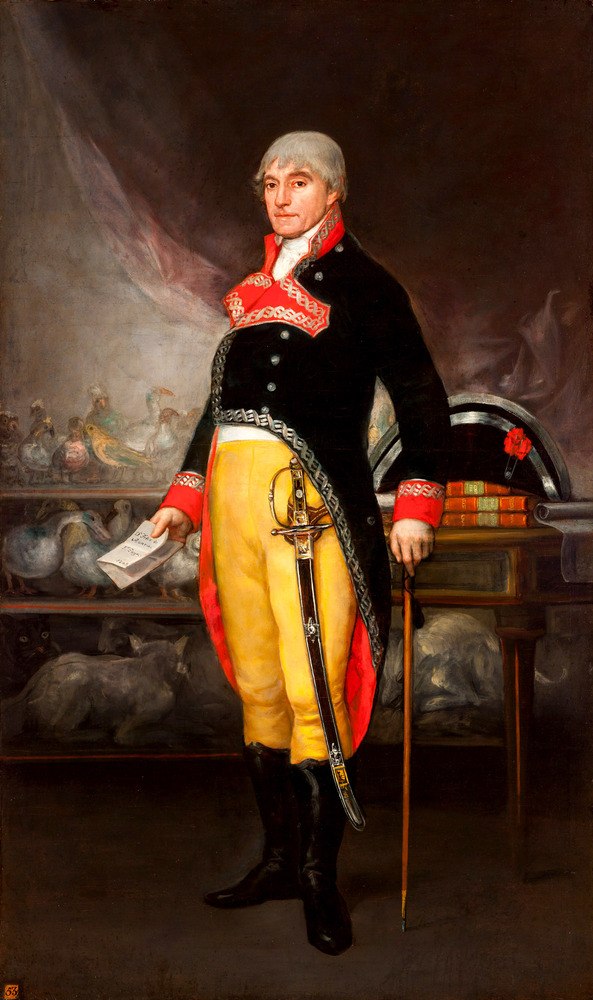
Félix de Azara, per Goya.

#### Institucions científiques i tècniques de la Il·lustració espanyola

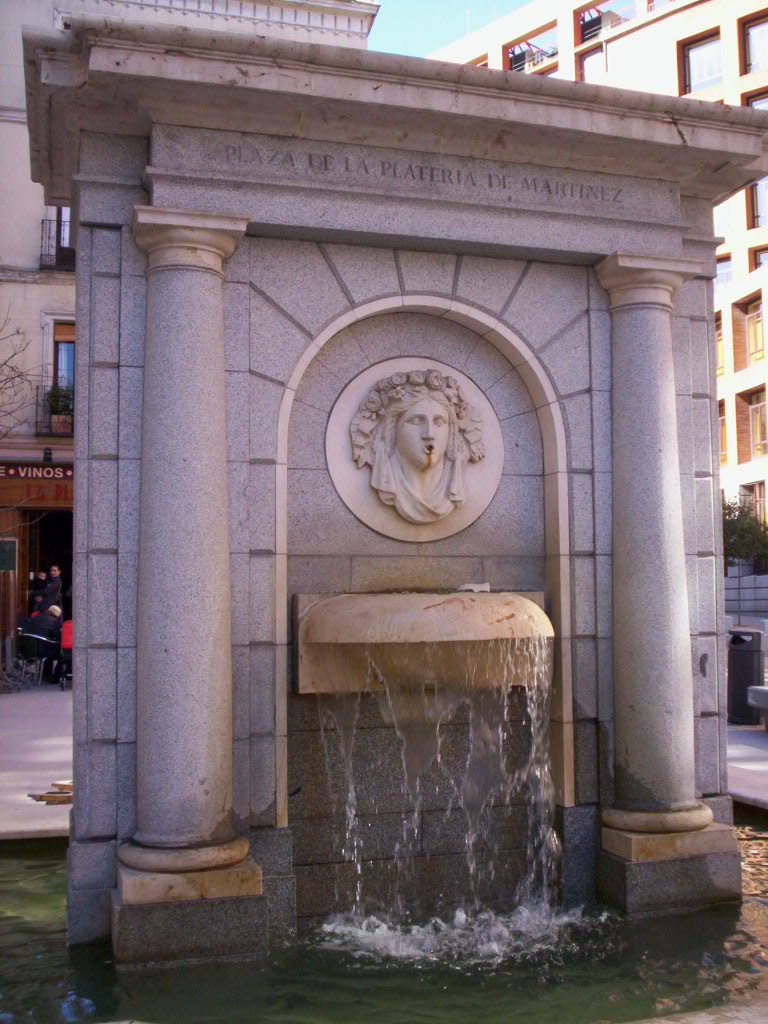
Font en la Plaça de l'Argenteria de Martínez, on al es trobava aquesta important institució madrilenya, enfront del Jardí Botànic i de l'edifici projectat com a seu del Reial Gabinet d'Història Natural -finalment, assignat al Museu del Prado-. A pocs metres al sud, a Atocha, es van aixecar institucions mèdiques i d'ensenyament de la medicina (Hospital de Sant Carlos); i darrere del Botànic, al Retir, el Observatori Astronòmic i la Fàbrica de Porcellana del Bon Retir. Una impressionant concentració d'institucions científiques i industrials capdavanteres, que va sofrir una devastadora destrucció durant la Guerra d'Independència (1808-1814).

Les Manufactures reals o Reals Fàbriques (una de les aportacions del mercantilisme borbònic d'inspiració colbertista des de l'època de Felip V) produïen tota mena de productes, especialment de luxe -cristall, La Granja, porcellana, tapissos, rellotges a Madrid- i estratègics (armament, pólvora), però també de consum massiu -draps, Guadalajara, Brihuega, Sant Fernando d'Henares, filats de cotó, Àvila i Barcelona-, que va estar a l'origen del desenvolupament tèxtil català posterior; especialment, en el cas dels estancats amb criteris monopolísticos (tabac, aguardiente, naips). A iniciativa de Juan de Goyeneche es van fundar les fàbriques de Nou Baztán (van funcionar entre 1710-1778). Altres iniciatives locals es van centrar en la ceràmica, com la del Marquès de Sargadelos (ceràmica de Sargadelos) o la del Conde d'Aranda (ceràmica d'Alcora).
Gran transcendència van tenir diverses institucions militars: l'Escola de Guardiamarinas de Cadis (1717), que també va acollir el Reial Institut i Observatori de l'Armada (1797), publicant Efemèrides astronòmiques o Almanac nàutic des del 1791, i l'Acadèmia d'Artilleria de Segòvia (1763, que va comptar amb Louis Proust per ensenyar química i metal·lúrgia entre el 1786 i el 1799). Prèviament s'havien creat, el 1722, escoles de matemàtiques per artillers a Barcelona -que acollia una Acadèmia Militar de Matemàtiques des del 1715-, Pamplona, Badajoz i Cadis. Enginyers militars com l'italià Francesco Sabatini van tenir una gran presència en tots els àmbits de la producció intel·lectual, incloent la cultura i l'art.
No menys transcendència van tenir les institucions mineralògiques, com la Reial Acadèmia de Mines d'Almadén (1777) i l'Institut Asturià de Nàutica i Mineralogia de Gijón -iniciativa de Gaspar Melchor de Jovellanos el 1794-.
Les Reial Societats Econòmiques d'Amics del País es van difondre per tot Espanya seguint l'exemple de la Bascongada -1765, Comte de Peñaflorida-. Gran importància va tenir el Seminari Patriòtic de Vergara (que va utilitzar la seu de l'antic Col·legi dels jesuïtes a aquesta localitat expulsats el 1767). Van ser professors en ell Louis Proust, els germans Elhúyar, Miguel de Lardizábal i Félix María de Samaniego. Entre els seus alumnes va estar Martín Fernández de Navarrete.
Es va intentar pal·liar l'absència de rius navegables -una de les causes principals de les dificultats de comunicació interior que impossibilitaven la formació d'un veritable mercat nacional, a diferència d'Anglaterra o França- amb canals artificials com el Canal de Castella (en estudi des del segle xvi, i iniciat el 1753), el Canal Imperial d'Aragó (1776-1790), Ramón Pignatelli, al que es va agregar el medieval Canal de Tauste) i el Canal del Guadarrama -ambiciosíssim projecte de l'enginyer francès Carlos Lemaur (1785) que hauria inclòs la presa més alta d'Europa, presa del Gasco, i que no es va completar-.
Madrid, seu de la Cort, va acollir un considerable nombre d'institucions d'altíssim nivell: el Reial Jardí Botànic (1755), la Casa de la platina -o Laboratori de la platina (1757), dirigida posteriorment per François Chavaneau-, el Reial Gabinet de Ciències o Gabinet d'Història Natural (1772), dirigit per José Clavijo y Fajardo i després per Eugenio Izquierdo, iniciat a partir de la col·lecció de Pedro Franco Dávila i precedent de l'actual Museu Nacional de Ciències Naturals), la Reial Escola de Mineralogia de Madrid (Laboratori Reial de Madrid o Laboratori de Química Metal·lúrgica, Chavaneau, (1787); en ell Pedro Gutiérrez Bueno va desenvolupar el seu Curso de química, teórico y práctica, para la enseñanza del Real Laboratorio de Química de esta Corte (1788), l'Argenteria Martínez -Real Escola d'Argenteria i Màquines (1778)-, el Col·legi de Cirurgia de Sant Carlos (1787), el Real Observatori del Retir (1790) i el citat Gabinet de Màquines de Bethancourt, que també va ser responsable de la creació de l'Escola de Camins i Canales (1802). És també a Madrid on es van començar a publicar els Annals d'Història Natural, que sol considerar-se la primera revista científica espanyola (1799), Domingo García Fernández i Antonio José de Cavanilles); encara que Louis Proust havia tret amb anterioritat dues Annals del Reial Laboratori de Química de Segòvia (1791 i 1795), on va publicar textos científics transcendentals resultat de les seves investigacions (entre altres, la formulació implícita de la Llei de les proporcions definides, debatuda posteriorment per Berthollet i Berzelius i que va estar en l'origen de la teoria atòmica de Dalton).

#### Expedicions espanyoles del «Segle de les Llums»
Després de la citada expedició de la Condamine, Jorge Juan i Antonio de Ulloa per al mesurament del meridià, es va obrir un període excepcional, en què les expedicions espanyoles es van organitzar amb criteris tant científics com estratègics. A l'última cambra del segle xviii es va fer evident que la continuïtat -i si escau l'increment- de l'Imperi, davant de la competència d'altres potències i dels naixents particularismes criolls a Amèrica, exigia un programa expedicionari de dimensions globals, que va incloure estudis científic paral·lels a la demostració de la capacitat de presència naval.
L'expedició de Alejandro Malaspina (1789-1794), José Bustamante, cartògraf Felipe Bauzá, naturalistes Tadeo Haenke, Luis Née i Antonio Pineda, pintors José Guio, José del Pou, Fernando Brambila, Juan Ravenet i Tomás de Suria) els problemes polítics del qual amb Godoy van provocar la confiscació i oblit dels seus materials recopilats, que no van conduir a cap resultat pràctics a Espanya; va tenir una trista destinació que, per una circumstància o per una altra, va ser compartit per bona part de les troballes de les expedicions de l'època, la qual cosa indica l'escassa receptivitat que la societat i el sistema productiu espanyol tenia cap a innovacions i descobriments, fet molt més decisiu que la canviant voluntat dels governs il·lustrats que els impulsaven o l'entusiasme dels científics que els emprenien. Almenys una d'aquestes expedicions sí que va tenir un èxit indiscutible: l'expedició de la vacuna de Francisco Javier Balmis (1803-1806), Josep Salvany).

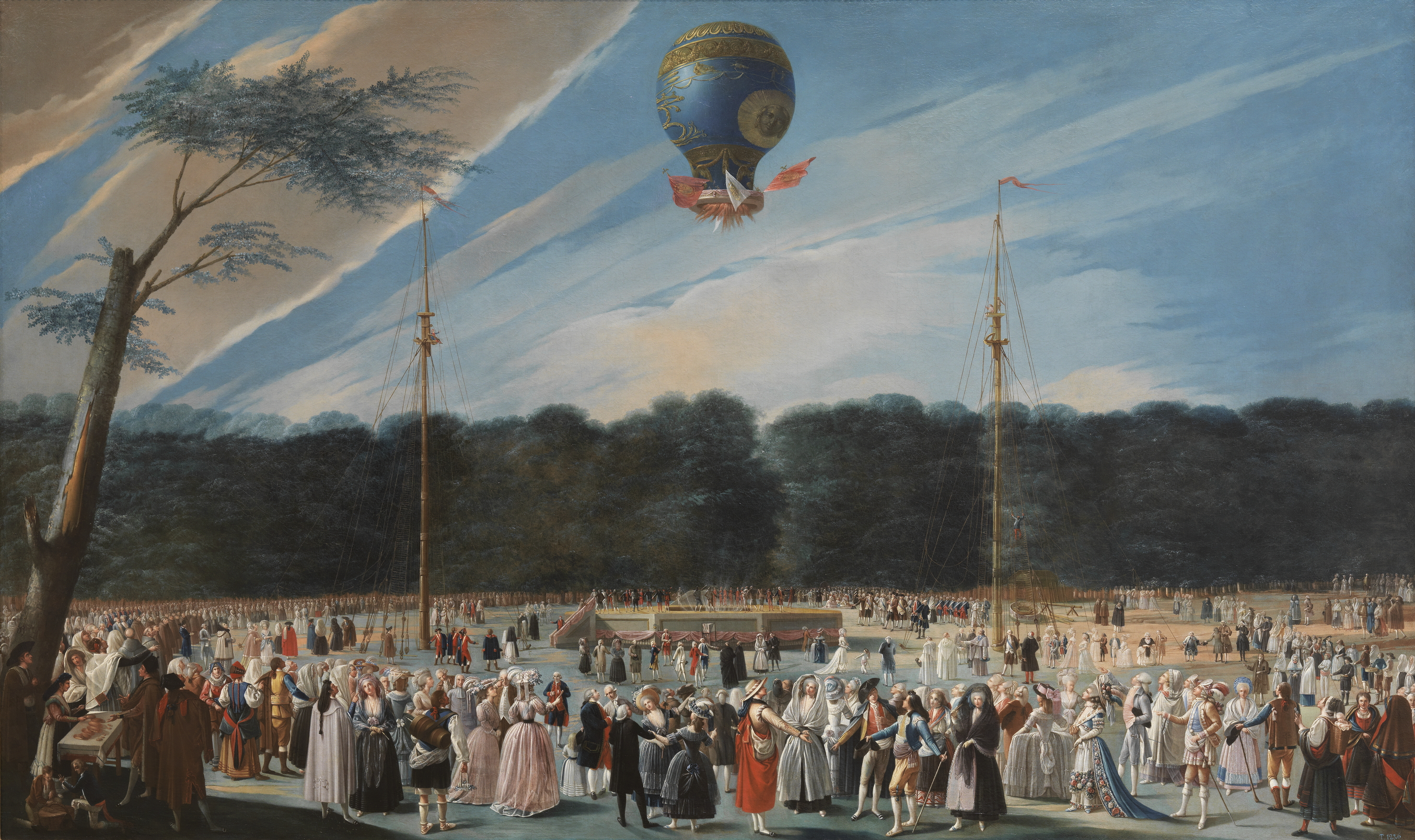
Antonio Carnizero, Ascensión de un globus Montgolfier a Aranjuez, 1784. El 5 de juny de 1784 es va produir aquest espectacle als jardins d'Aranjuez, a càrrec del francès Charles Bouché. No obstant això, es discuteix si podria representar una ascensió similar que va tenir lloc el 23 de novembre del 1783 a El Escorial, pel marquès d'Arle i Pilâtre de Rozier.

#### Inicis de l'aeronàutica
Encara que ja al segle ix l'andalusí Abbàs ibn Firnàs havia efectuat proves aeronàutiques des de torres a Còrdova -amb artefactes no gaire diferents als precedents del paracaigudes i dels planadors i ales batents que va dissenyar Leonardo da Vinci entorn del 1500-; no és sinó a la fi del segle xviii que es documenten experiències significatives en aquest àmbit. l'Aerostación va arribar a Espanya per imitació del globus francès Montgolfier del 1783. Tales van ser les experiències del príncep Gabriel a Aranjuez i Madrid, de Charles Bouche a València, de Francesc Salvà i Campillo a Barcelona (metge i físic, que va experimentar l'aplicació de l'electricitat a la telegrafia i va iniciar la sèrie d'observacions meteorològiques més antiga d'Espanya), i alguns altres: Vicente Lunardi, José el Campello, Antonio Gull i Rogell. Pocs anys més tard, Diego Marín Aguilera, un agricultor autodidacta amb inquietuds mecàniques, va esdevenir un els precursors de l'aviació per aconseguir un vol de més de 300 metres en llançar-se juntament amb el seu artefacte des del castell de Coruña del Conde (1793).

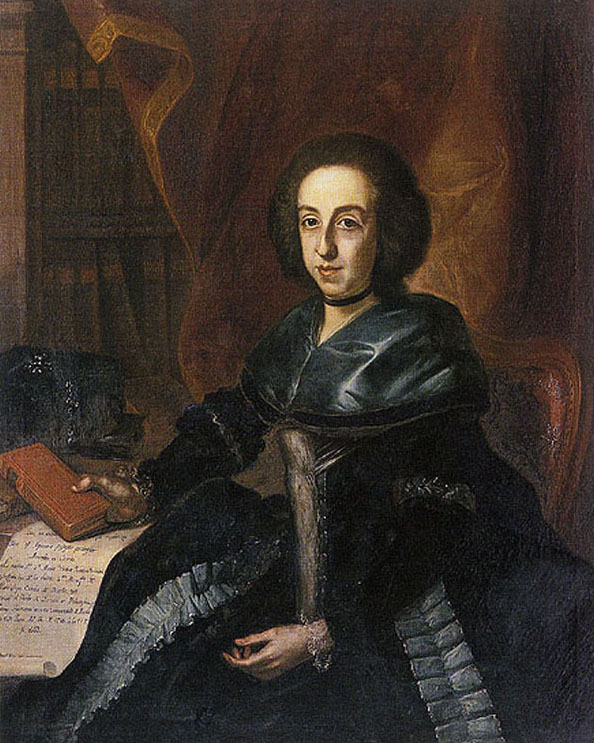
Isidra de Guzmán, entre llibres, llueix sobre el seu vestit una muceta, símbol de la seva condició doctoral.

#### Les dones en la Il·lustració espanyola
Alcalá va acollir el primer cas d'una dona universitària: la doctora d'Alcalá María Isidra de Guzmán i de la Truja, a la qual la protecció de Carlos III va aplanar tota possible oposició al fet que aconseguís -el 1785, amb 17 anys- els títols de doctora i mestra a la Facultat d'Arts i Lletres humanes, catedràtica de Filosofia, conciliadora i examinadora; a més de ser admesa a l'Acadèmia de la Llengua. No obstant això, aquesta excepció no va significar cap variació a la rígida exclusió de la dona en l'àmbit universitari fins al segle xx.
María Andrea Casamayor i de la Coma, educada amb els escolapis, va escriure dos llibres d'artimética aplicada i metrologia: Tirocinio aritmètic (1738) i El para si solament -divulgat a la seva mort- (1780). Aquest fet la converteix en la primera matemàtica espanyola, o almenys, la primera amb obres publicades.
Josefa Estimar i Borbón va defensar la capacitat de les dones per a les lletres i la necessitat d'una educació femenina per al progrés de l'intel·lecte i l'autonomia moral en termes purament il·lustrats -l'assoliment de la felicitat-. A manera d'imitació de França, els salons dirigits per a les dones aristocràtiques, sobretot després de l'impacte revolucionari francès del 1789, passen a ser tertúlies on tots els temes, inclosos els científics, són escrutats a la llum de la raó i la crítica, i les dones surten al carrer, a assabentar-se, a llegir, i s'incorporen a les acadèmies i societats il·lustrades.

## Ciència i tècnica a l'Edat Contemporània espanyola: el «fracàs» de la Revolució Industrial

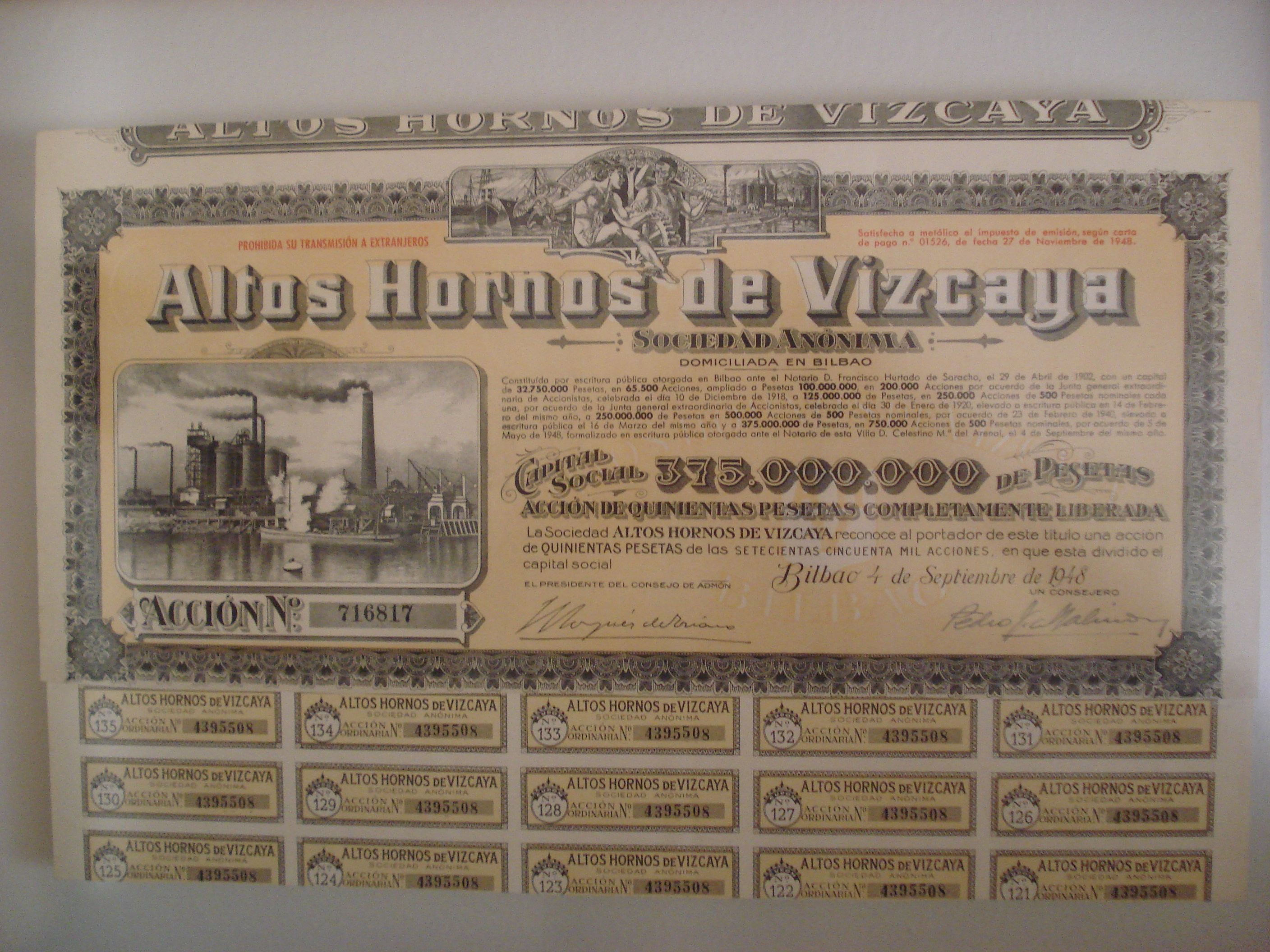
Acció de Alts Forns de Biscaia.

La Revolució industrial és la manifestació tecnològico-productiva dels canvis revolucionaris amb què s'obre a l'edat contemporània: en el politicoideològic de la revolució liberal i en el social de la revolució burgesa; mentre que en el científic -en principi, i fins a finals del segle xix, no connectat plenament en un sistema que imbriqués ciència, tecnologia i societat -CTS- es desenvolupaven les conseqüències i aplicacions del paradigma newtonià -fins que va trobar els seus límits que van exigir la revolució einsteniana de començaments del segle xx-.
Per a Espanya, la Revolució Industrial s'ha qualificat, segons la provocativa tesi de Jordi Nadal, d'un fracàs. Jordi Nadal (1975): El fracàs de la Revolució Industrial a Espanya. 1814–1913, Barcelona, Ariel. L'edat contemporània a Espanya s'inicia amb la Guerra d'Independència Espanyola, que, enmig de gravíssimes conseqüències per al teixit productiu, la ciència i la tecnologia, va manifestar-se de forma violenta a l'economia, a la societat i a la política preexistent de la crisi de l'Antic Règim; i es va continuar amb la Guerra d'Independència Hispanoamericana i una sèrie ininterrompuda de guerres civils i cops d'estat. El transcendental de tot això per a la ciència i la tecnologia espanyoles va ser el que va implicar d'endarreriment relatiu davant els països més avançats d'Europa, i que pot mesurar-se en un segle. Mentre que en la major part d'aquests, la crisi de l'Antic Régmien es tancarà amb la revolució de 1848 -o per a uns altres amb la Primera Guerra Mundial, (1914–1918)-, a Espanya seguirà tenint pervivències fins al franquisme, superada la meitat del segle xx.
Provinents de les polèmiques entre afrancesats i castissos del segle xviii, al llarg de tot el segle xix i la primera meitat del XX es van succeir contínues polèmiques entre les elits il·lustrades i les elits reaccionàries -que titllaven als seus rivals de representar la Anti-Espanya-, i que van tenir en el pro i anti-darwinisme un dels seus aspectes més significatius: la Circular de Orovio -1875, pel marquès de Orovio, ministre de Foment del recentment implantat govern de la Restauració borbònica-, que impedia la difusió d'idees contràries al catolicisme, suprimint la llibertat de càtedra fins llavors vigent, va ser desafiada per Augusto González Linares, que exposava des de la seva càtedra d'Ampliació d'Història Natural en la Universitat de Santiago de Compostel·la tesis evolucionistes, per la qual cosa va ser expulsat, suscitant la denominada segona qüestió universitària.Del racionalisme krausista al positivisme, en Realitat i mite del 98: les distorsions de la percepcion. Ciència i pensament a Espanya (1875–1923), Cayuela Fernández, José G. (coord.): Un segle d'Espanya: centenari, 1898–1998. Conca, Universitat de Castella-la Manxa i Corts de Castella-la Manxa, 1998, pàg. 527–552. ISBN 84-89958-07-6. La primera, de 1864–1865, que es va moure en l'àmbit de les ciències socials, provenia de l'enfrontament intel·lectual i polític, iniciat dècades abans, entre krausistas (Julián Sanz del Rio) i neocatólics (Jaume Balmes, Juan Donoso Cortesa -tots dos para llavors ja morts). En aquest moment els neos tenien el suport del govern de Narváez, que va promulgar una circular (27 d'octubre de 1864, Circular d'Alcalá Galiano, pel ministre Antonio Alcalá Galiano) en la qual es prohibia l'ensenyament o publicació de, entre d'altres, qualsevol opinió contrària al catolicisme o a la fidelitat a la reina (sent els elements en qüestió el Concordat i el Patrimoni Real).Antonio Jiménez-Landi Martínez Els orígens de la Institució, Edicions Universitat Barcelona, 1996, ISBN 978-84-89365-96-4, p. 105 Es va arribar fins a la destitució del rector Juan Manuel Montalbán i del catedràtic Emilio Castelar, la qual cosa va produir la dimissió per solidaritat de Nicolás Salmerón i una rebel·lió estudiantil brutalment reprimida (la Nit de Sant Daniel).
La polèmica de la ciència espanyola desencadenada a partir d'un text del tradicionalista Menéndez y Pelayo (1876), i que va ser contestada pels identificats amb l'etiqueta de krausistes (la major part d'ells, expulsats de les seves càtedres universitàries i reunits entorn de la Institució Lliure d'Ensenyament de Francisco Giner de los Ríos); no va tenir en el seu aspecte intel·lectual conseqüències molt positives o estimulants per a la producció científica. De fet, més enllà de la genèrica i desesperada cridada a la modernització del regeneracionisme (l'Escola i Rebost de Joaquín Costa), l'actitud davant la tècnica i la ciència entre els intel·lectuals més lúcids va ser ambivalent: més receptiva entre la denominada generació de 1914 (Gregorio Marañón, José Ortega y Gasset, Meditació de la tècnica), molt més ombrívola en la generació del 1898. Unamuno va arribar a pronunciar un famós que inventin ells, malgrat defensar la intel·ligència que els militars revoltats del 1936 explícitament menyspreaven -Visqui la mort, a baix la intel·ligència, va pronunciar en un famós acte el general Millán Astray -a la Universitat de Salamanca i davant el mateix Unamuno, el seu rector-; i el mateix Franco va deixar dit que si per ell fora esborraria sencers dos segles: el segle xix per liberal i el XVIII per il·lustrat-. L'atribució és de José Carlos Mainer El coratge d'un home - Escenaris, en www.elperiodicodearagon.com 31/01/2009. La frase literal que sol citar-se es restringeix al segle xix (text citat per José M. Roca: Fuentes de legitimitat del règim franquista Arxivat 2009-04-22 a Wayback Machine.), encara que és habitual referir el desig d'esborrar la història d'Espanya fins i tot més enllà, fins a almenys Felipe II (Josep Fontana, en Tuñón de Lara i la historiografia espanyola, diversos autors, Segle XXI 1977. ISBN 978-84-323-1003-4).
No obstant això, la denominada Edat de Plata de les lletres i ciències espanyoles (1906–1936) no va poder ser només un lluminós parèntesi, sinó un element visible de continuïtat amb una tradició d'activitat científica que, malgrat la seva debilitat, ni la Guerra Civil ni l'aïllament exterior del primer franquisme van aconseguir erradicar -fugida de cervells i l'exili interior-. Malgrat tot això, l'evident és que només a partir dels canvis socials i econòmics deslligats amb el desenvolupisme tecnocrátic franquista dels anys seixanta, i amb els canvis polítics de la Transició Espanyola dels setanta, que va incloure la decisiva entrada al Mercat Comú Europeu el 1986, pot parlar-se d'una ciència moderna a Espanya, encara que feble i amb una molt marcada dependència de les inversions públiques, enfront del que ocorre en altres països desenvolupats.